# Souterrain

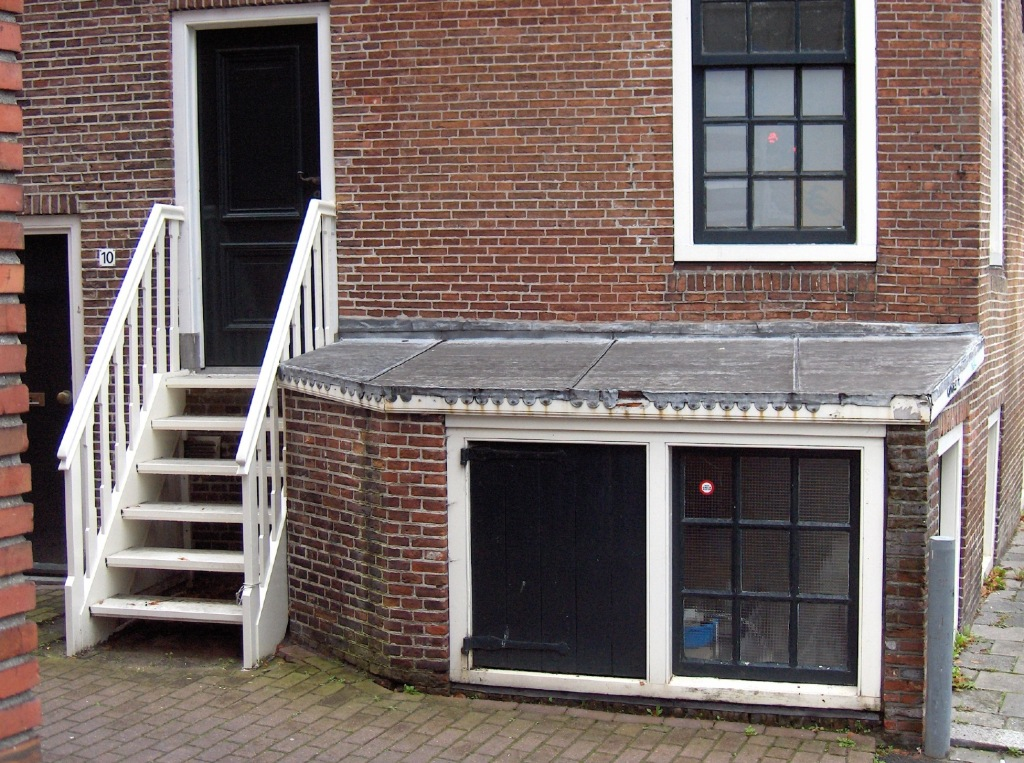
Een potkast (souterrain met uitbouw) aan de Turfsingel 10 in Groningen. Elders in Nederland werden dergelijke uitbouwen pothuis genoemd

Schematische doorsnede gebouw

Een souterrain (uit het Frans: sous terrain, onder het terrein) is een verdieping die gedeeltelijk onder het maaiveld ligt. Een souterrain in een woonhuis heeft vaak een laag plafond en is voorzien van slechts kleine ramen die dienen voor frisse lucht en voor de toetreding van daglicht. 
De achterkant van een souterrain kan eventueel aansluiten op een verdiepte tuin. In het geval van de Amsterdamse grachtenpanden liggen de tuinen niet verdiept, maar de straten verhoogd. Dit heeft ermee te maken dat na de aanleg van de grachten de uitgegraven grond op de kade achter bleef. De tuinen liggen dus op het oorspronkelijke maaiveldniveau.
Het bouwen van een huis met souterrain was in het verleden daarom vaak voordeliger en praktischer dan het bouwen van een huis met een kelder geheel onder de grond en het grondwater of geheel op straatniveau. 
Het souterrain van een herenhuis was vaak voorzien van een grote keuken en een paar kleinere verblijfsruimtes voor het personeel.  Een souterrain als werk- of opslagplaats noemt men in Amsterdam soms ook wel een onderstuk.
Bij een huis met een souterrain is er meestal geen eenduidige begane grond aan te wijzen; de tweede bouwlaag (direct boven het souterrain) noemt men daarom meestal de bel-etage. De voordeur van de bel-etage is te bereiken via een statige opgaande trap of een paar verhoogde stoeptredes.

## Afbeeldingen

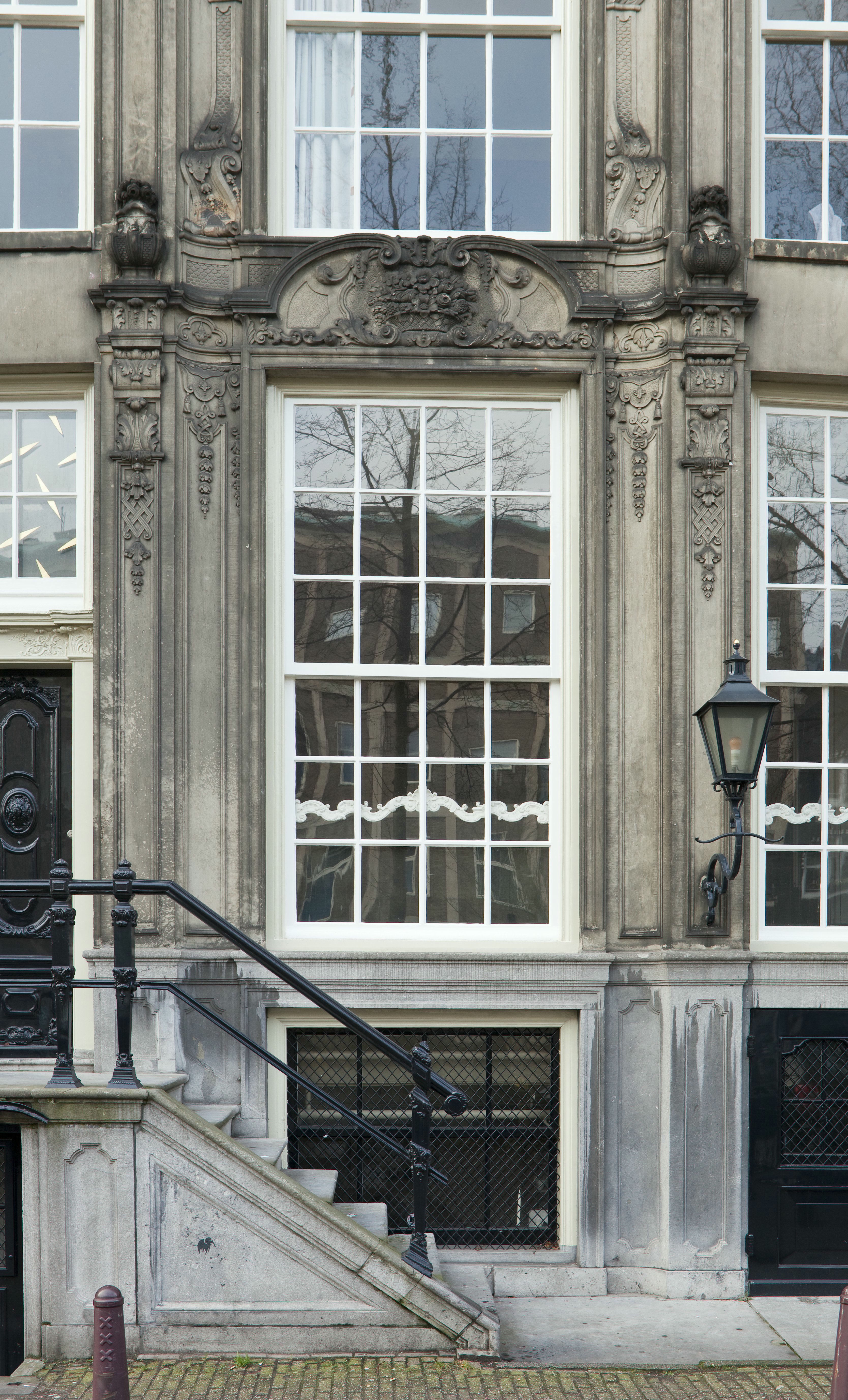
Straatraam en voordeur van een souterrain, links de trap naar de bel-etage, Amsterdam
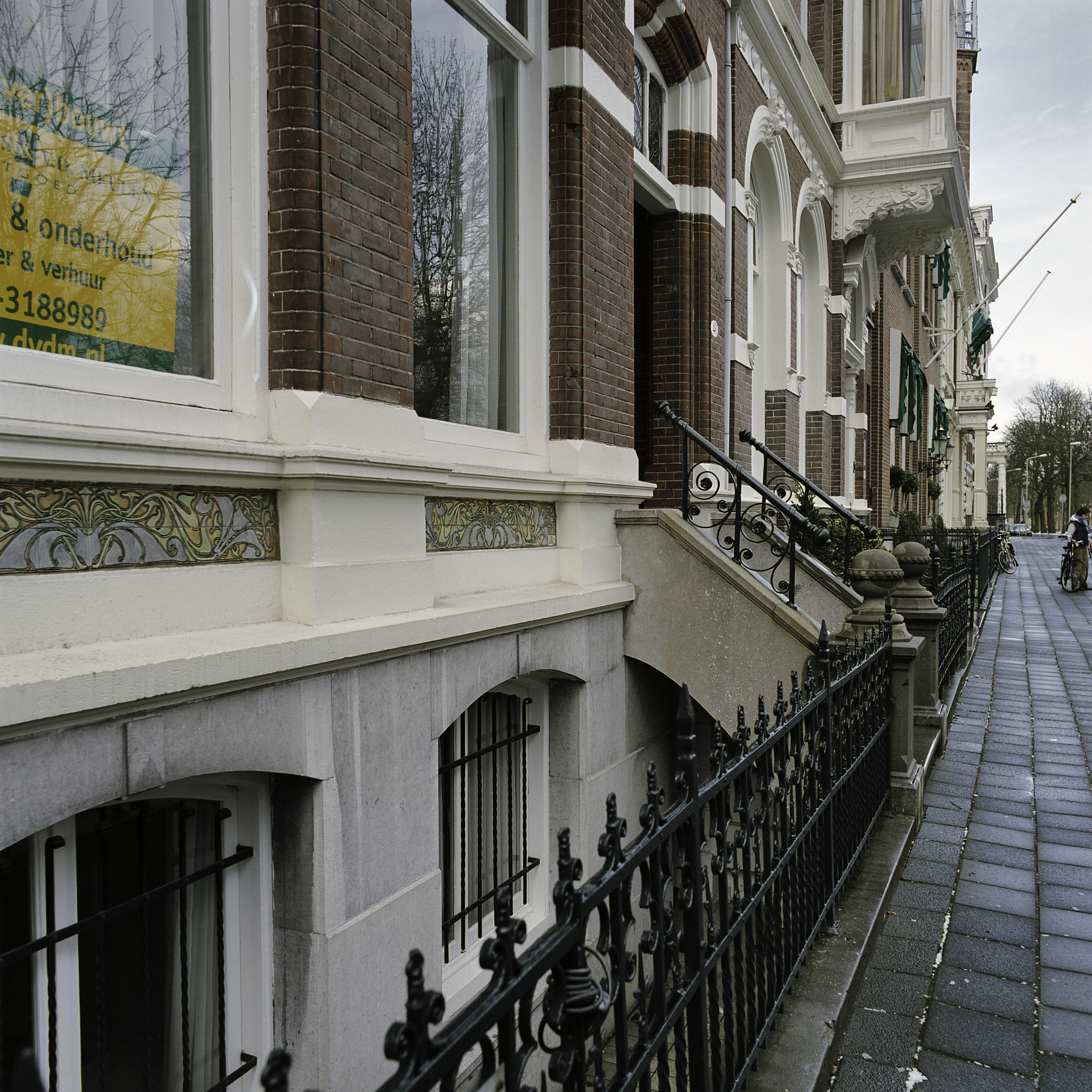
Souterrain met smeedijzeren hek en buitentrap naar de bel-etage, Groningen
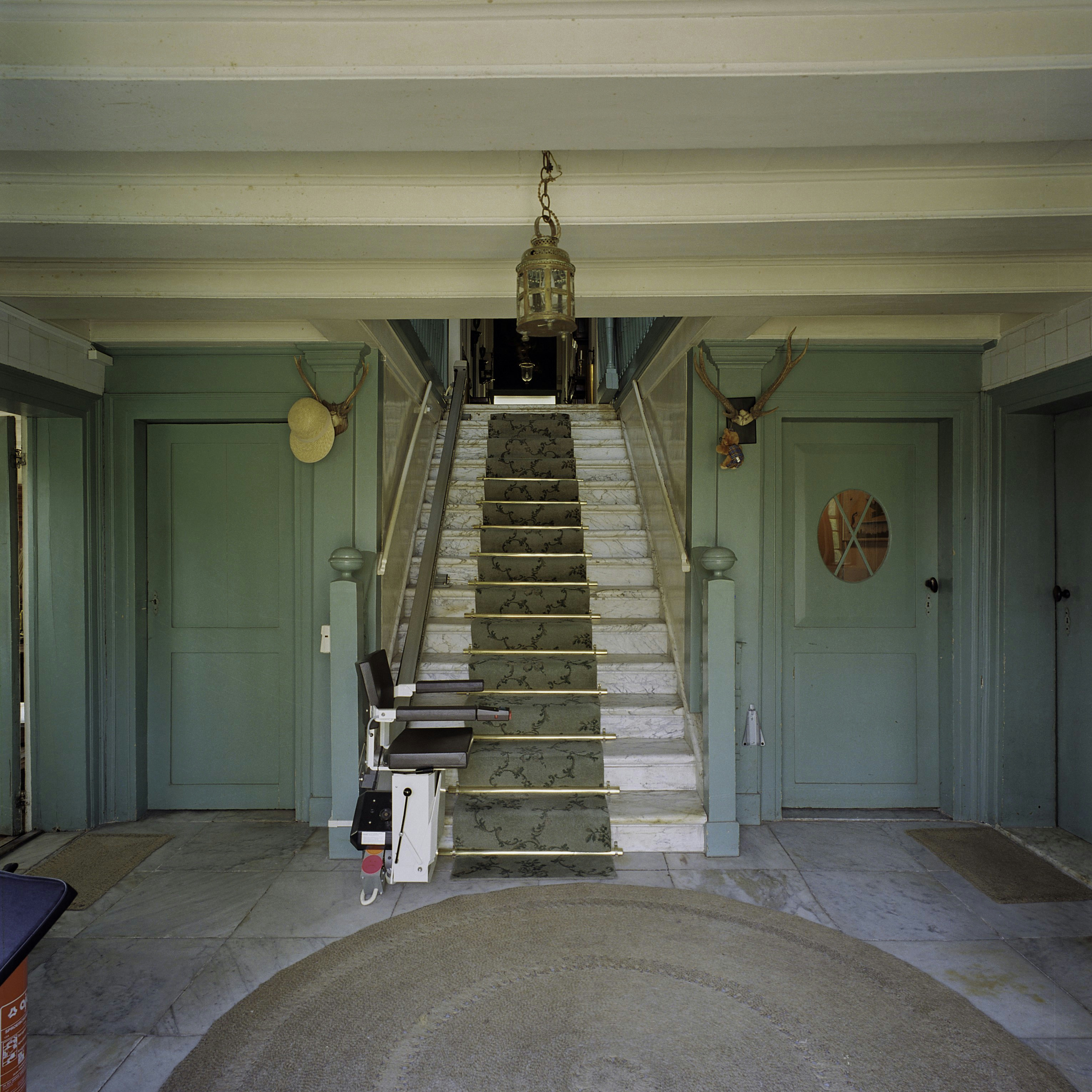
Souterrain met inpandige trap naar de bel-etage in 's-Graveland
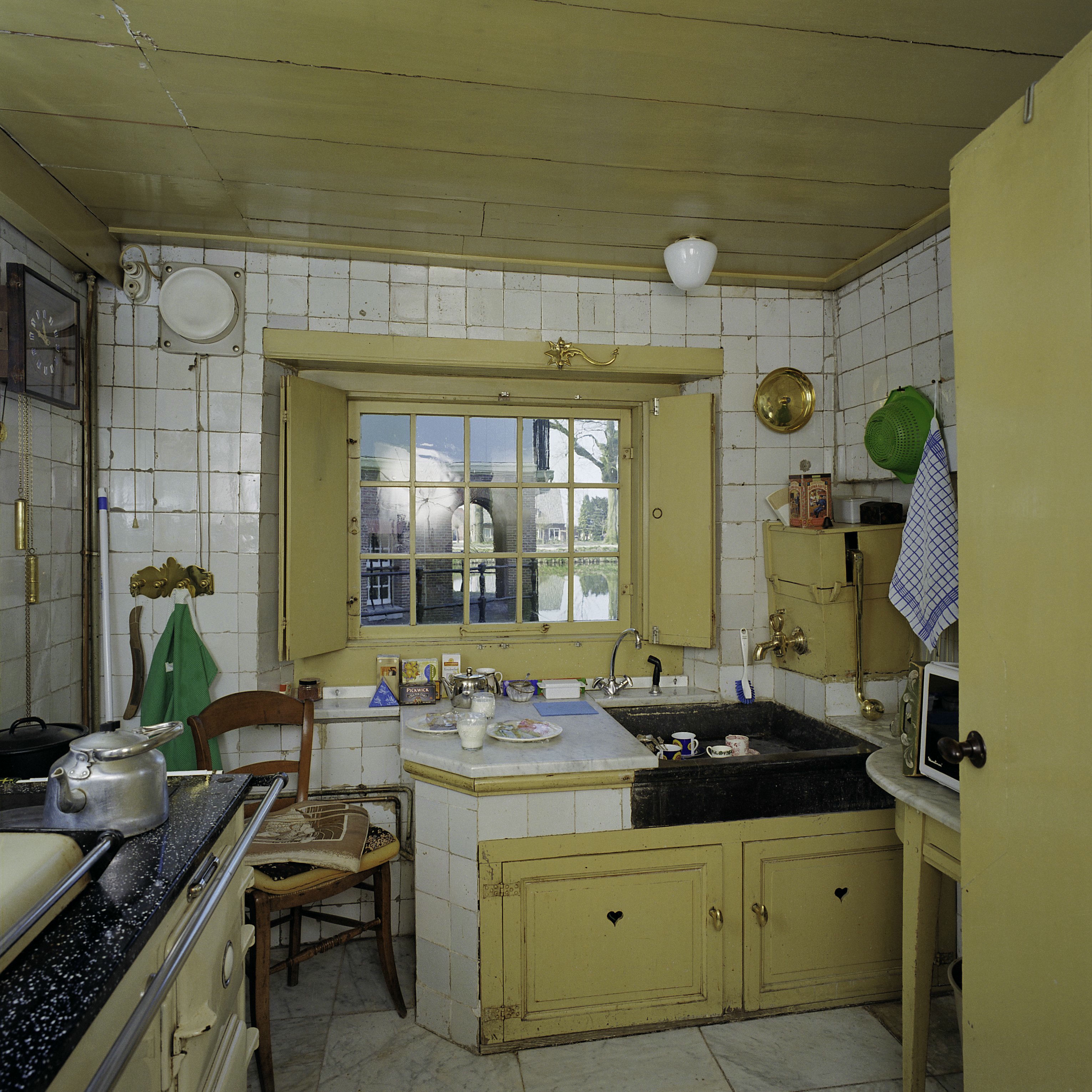
Interieur van een bijkeuken in een souterrain in 's-Graveland
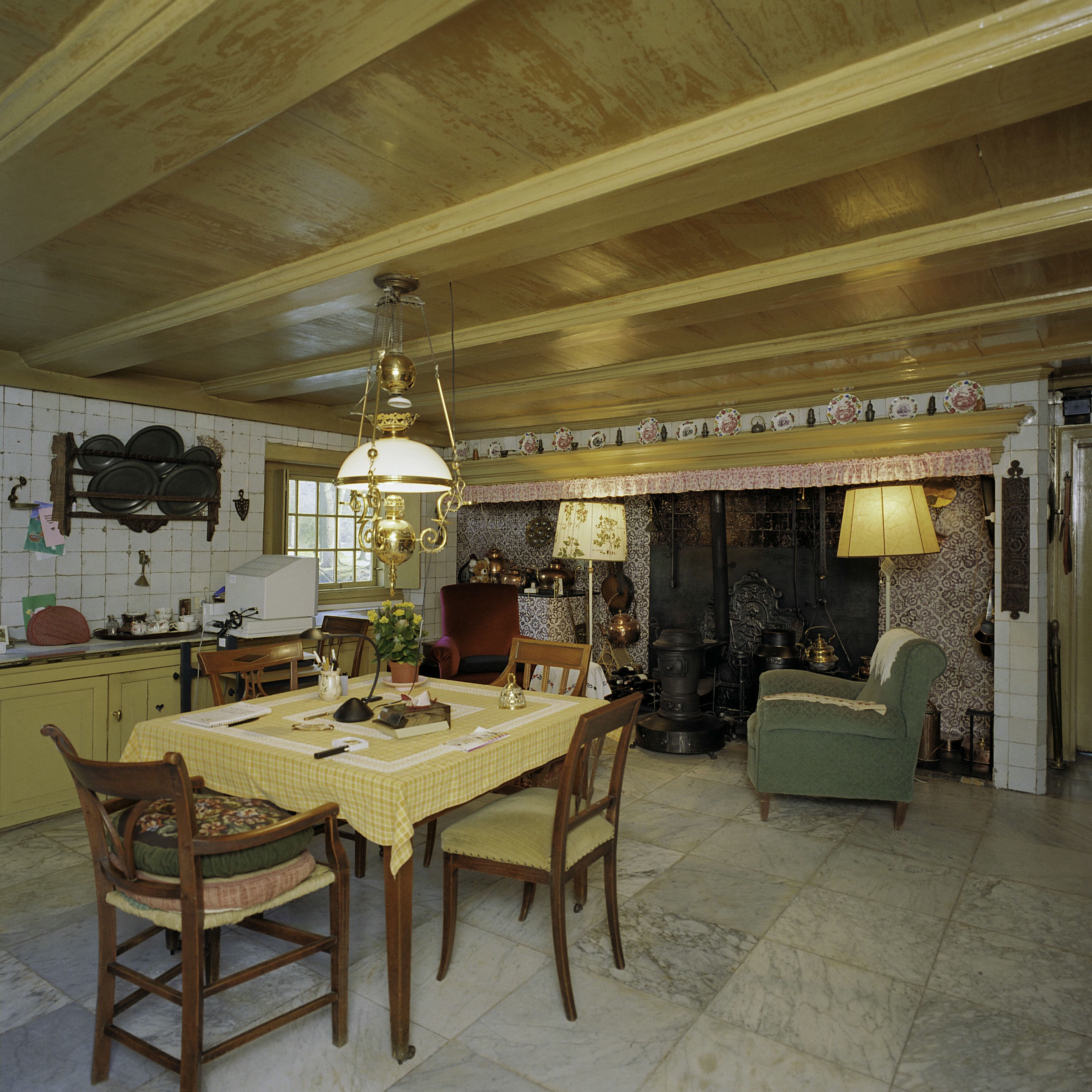
Interieur van de woonkeuken in een souterrain in 's-Graveland
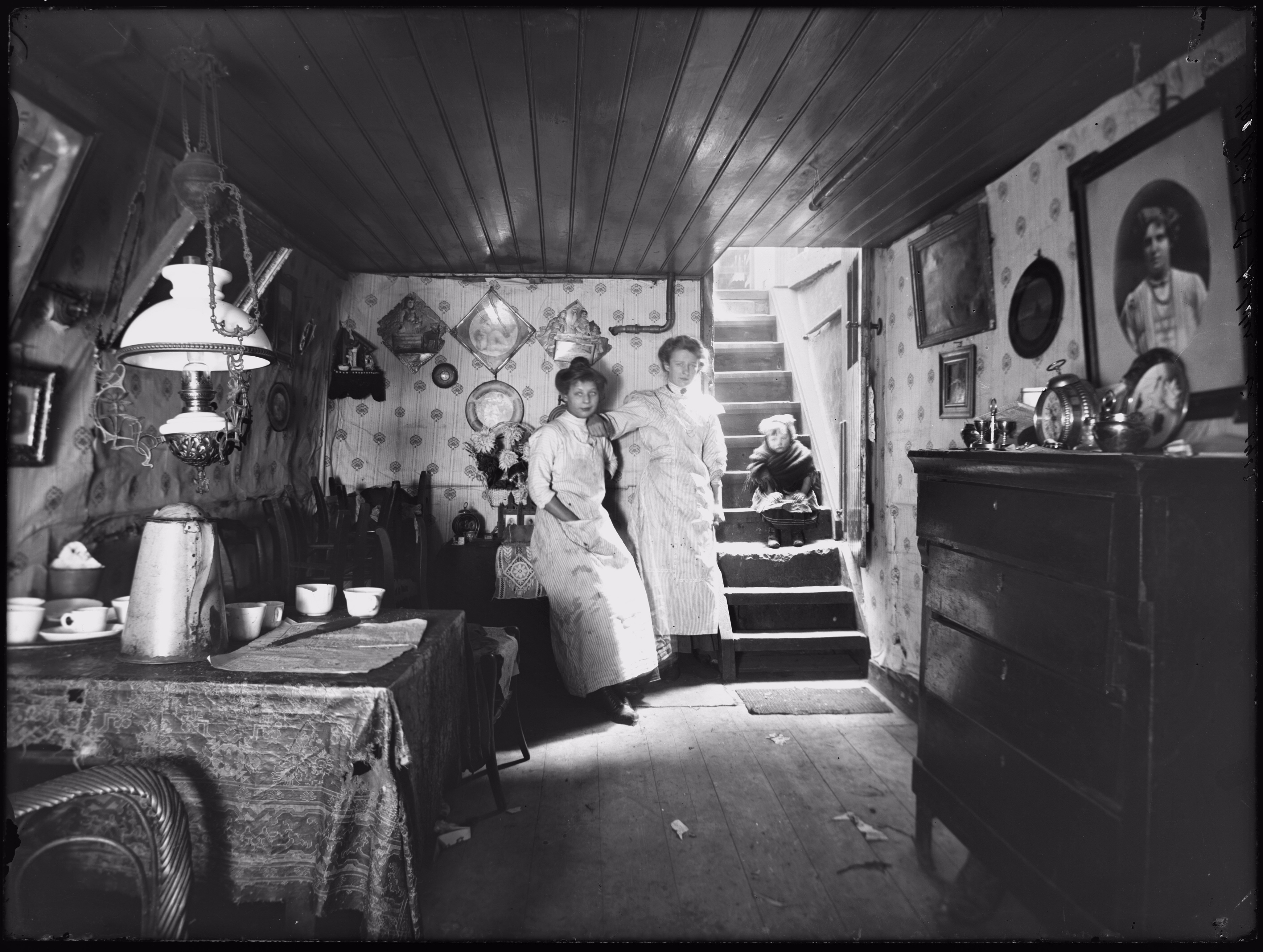
Kelderwoning aan de Zeedijk te Amsterdam

kruipruimte · kelder · souterrain · parterre · bel-etage · tussenvloer · vide · zolder · vliering